# ワレリー・クバソフ
ワレリー・ニコラエビッチ・クバソフ（ロシア語: Вале́рий Никола́евич Куба́сов、1935年1月7日 - 2014年2月19日）は、ソビエト連邦の宇宙飛行士。
クバソフは、ソユーズ計画においてゲオルギー・ショーニンと共にフライト・エンジニアとしてソユーズ6号に搭乗し、軌道モジュール内部に設置された自動レーザー溶接装置による金属の溶接実験を行った。しかし、装置のレーザー照準が不完全であったため、軌道モジュールの船体に損傷を与え、空気漏れ寸前となる程の深さの穴が開いてしまっていた。彼は、急いで溶接が完了した試料を回収して帰還モジュールへ退避し、地上からの指令により6号は直ちに地上へ帰還した。
続くソユーズ11号では、アレクセイ・レオーノフ・ピョートル・コロディンと共に搭乗し、サリュート1号へ向かう事が決定していたが、X線検査で自身の肺に影があった事から結核と診断され、他のメンバーと共にクルーから外されてしまった。しかし、ソユーズ11号は、地上へ帰還する際に空気漏れ事故が発生、交代したクルー3名全員が死亡するという悲劇に見舞われた。彼とレオーノフ、コロディンは、結果的に自分の病気に命を救われる事となった。しかも、その後の検査で結核の診断は誤診であった事が判明した。
その後、レオーノフと共にソユーズ19号（アポロ・ソユーズ計画）に搭乗し、更に、インターコスモスプログラムでは、船長としてハンガリー人のファルカシュ・ベルタランと共にソユーズ36号に搭乗し、サリュート6号にドッキングして宇宙に長期滞在した。
またミール宇宙ステーションの開発にも関与していた。
1993年3月にソビエト連邦の宇宙開発から引退し、後にRKKエネルギアの副長官となる。
2014年2月19日、モスクワで死去。